# باربرا فريتاج
باربرا فريتاج هي عالمة اجتماع برازيلية، ولدت في 26 نوفمبر 1941 في أوبرنزل في ألمانيا.